# Dietrich von Ahlefeldt
Dietrich von Ahlefeldt (* 28. April 1618; † 2. Januar 1664) war Amtmann zu Schwabstedt, Herr auf Osterrade, Kluvensiek, Klosterpropst zu Uetersen und Träger des Dannebrog-Orden und des Elefanten-Orden.

## Leben
Er entstammte der einflussreichen Adelsfamilie Ahlefeldt und wurde 1631 zum Klosterpropst des Klosters Uetersen gewählt und stand in Dienst der dänischen Krone.
Seine Zeit als Klosterpropst war geprägt von der streitbaren und allgemein unbeliebten Priörin Catharina von Platen, die von den Bauern aus der Umgebung vermehrte kostenlose Fuhrdienste forderte. Diese überfielen sie bei Nacht und setzten sie nur mit dem Nötigsten bekleidet auf eine Weide im Sachsenwald aus. Erst Tage später kehrte sie völlig verstört ins Kloster zurück. Die Bauern wurden deswegen verklagt und mussten 1000 Taler Strafe zahlen.
1634 verfasste er eine Schrift über das Kloster, in der er die Superterritorialität über das Kloster der Fürstl. Holsteinischen Landesobrigkeit zuschreibt. Ahlefeldt galt als „Frauenheld“, wohnte überwiegend in der Propstei des Klosters, weil er sich von seinen adeligen Frauen immer wieder schnell trennte und hier Zuflucht fand. Seine Amtszeit als Klosterpropst endete 1646.
Dietrich von Ahlefeldt gehörte zu den letzten 12, die von Christian IV. den Elefanten-Orden verliehen bekamen (am 4. Oktober 1634).